# XbarS-Karte
Die XbarS-Karte ist eine Art von Qualitätsregelkarte.

## Aufbau
Die XbarS-Karte (Mittelwert- und Standardabweichungskarte, x-quer-s-Karte) enthält Stichprobendaten und zwei Spuren oder Schaubilder, in denen zwei Stichprobenkenngrößen dargestellt werden: der arithmetische Stichprobenmittelwert ({\displaystyle {\bar {x}}}) (im Englischen „X bar“ gelesen, daher der Name; im Deutschen „x quer“) und die Stichprobenstandardabweichung s.

Die obere Hälfte, eine Qualitätsregelkarte (2. Teil, die Standardabweichungskarte fehlt!)

In der Fertigungspraxis besteht eine Stichprobe oft aus 5 Messwerten. Dies können zum Beispiel die Messergebnisse für fünf in direkter Reihenfolge gefertigte Teile sein. Für jede Stichprobe werden dann der Stichprobenmittelwert und die Stichprobenstandardabweichung berechnet und in die jeweiligen Schaubilder eingezeichnet. Die so entstehenden Kurvenverläufe geben dem Werker Aufschluss über die Stabilität seines Prozesses.
Die XbarS-Karte kann aber natürlich auch in anderen Bereichen als der Fertigung eingesetzt werden. Im Zeitalter der manuellen Regelkartenführung war der Einsatz der XbarS-Karte selten, da die manuelle Berechnung der Standardabweichung recht umständlich und fehleranfällig war; stattdessen wurde vorrangig mit der XbarR-Karte gearbeitet, die nur die Berechnung von Spannweitenwerten erfordert. Mit dem Aufkommen von Computerprogrammen zur statistischen Prozesslenkung war dies aber kein nennenswerter Vorteil mehr, und die XbarS-Karte ist wegen ihrer größeren statistischen Effizienz heute das Standardmittel zur Überwachung von messbaren Merkmalen.